# Natação nos Jogos Olímpicos de Verão de 1988 - 200 m livre feminino
A competição dos 200 metros livre feminino da natação nos Jogos Olímpicos de Verão de 1988 foi disputada nos dias 20 e 21 de setembro no  Jamsil Indoor Swimming Pool em Seul, Coreia do Sul.

## Medalhistas
| Ouro   | GDR Heike Friedrich   |
| Prata  | CRC Silvia Poll       |
| Bronze | GDR Manuela Stellmach |

## Recordes
Antes desta competição, os recordes mundiais e olímpicos da prova eram os seguintes:
| Tipo | Atleta                | Tempo   | Local                              | Data                |
| ---- | --------------------- | ------- | ---------------------------------- | ------------------- |
|      | Heike Friedrich (GDR) | 1:57.55 | Berlim Oriental, Alemanha Oriental | 18 de junho de 1986 |
|      | GDR Barbara Krause    | 1:58.33 | Moscou, União Soviética            | 24 de julho de 1980 |

Os seguintes recordes mundiais ou olímpicos foram estabelecidos durante esta competição:
| Data           | Evento  | Atleta              | Tempo   | Notas            |
| -------------- | ------- | ------------------- | ------- | ---------------- |
| 21 de setembro | Final A | GDR Heike Friedrich | 1:57.65 | Recorde olímpico |

## Resultados

### Eliminatórias
Regra: As oito nadadoras mais rápidas avançam à final A (Q), enquanto as oito seguintes, à final B (q).
| Pos. | Raia | Nadador               | CON                    | Tempo   | Notas            |
| ---- | ---- | --------------------- | ---------------------- | ------- | ---------------- |
| 1    | 6    | Heike Friedrich       | GDR Alemanha Oriental  | 1:59.02 | Q                |
| 2    | 5    | Silvia Poll           | CRC Costa Rica         | 1:59.22 | Q,               |
| 3    | 6    | Mary Wayte            | USA Estados Unidos     | 1:59.50 | Q                |
| 4    | 5    | Manuela Stellmach     | GDR Alemanha Oriental  | 2:00.30 | Q                |
| 5    | 4    | Natalia Trefilova     | URS União Soviética    | 2:00.54 | Q                |
| 6    | 5    | Stephanie Ortwig      | FRG Alemanha Ocidental | 2:00.66 | Q                |
| 7    | 4    | Mitzi Kremer          | USA Estados Unidos     | 2:01.45 | Q                |
| 8    | 5    | Cécile Prunier        | FRA França             | 2:01.60 | Q                |
| 9    | 5    | Chikako Nakamori      | JPN Japão              | 2:01.76 | q                |
| 10   | 4    | Mette Jacobsen        | DEN Dinamarca          | 2:01.80 | q                |
| 11   | 6    | Luminița Dobrescu     | ROM Romênia            | 2:01.93 | q                |
| 12   | 4    | Ruth Gilfillan        | GBR Grã-Bretanha       | 2:02.11 | q                |
| 13   | 4    | Stela Pura            | ROM Romênia            | 2:02.26 | q                |
| 14   | 6    | Patricia Noall        | CAN Canadá             | 2:02.31 | q                |
| 15   | 5    | Zhuang Yong           | CHN China              | 2:02.40 | q                |
| 16   | 1    | Birgit Lohberg-Schulz | FRG Alemanha Ocidental | 2:02.77 | q                |
| 17   | 3    | Diana van der Plaats  | NED Países Baixos      | 2:03.02 |                  |
| 18   | 6    | Isabelle Arnould      | BEL Bélgica            | 2:03.32 |                  |
| 18   | 6    | Suzanne Nilsson       | SWE Suécia             | 2:03.32 |                  |
| 20   | 5    | Sheridan Burge-Lopez  | AUS Austrália          | 2:03.42 |                  |
| 21   | 6    | June Croft            | GBR Grã-Bretanha       | 2:03.63 |                  |
| 22   | 4    | Karin Brienesse       | NED Países Baixos      | 2:04.36 |                  |
| 23   | 5    | Silvia Persi          | ITA Itália             | 2:04.40 |                  |
| 24   | 4    | Annette Jørgensen     | DEN Dinamarca          | 2:04.71 |                  |
| 25   | 3    | Patrícia Amorim       | BRA Brasil             | 2:04.74 |                  |
| 26   | 4    | Susie Baumer          | AUS Austrália          | 2:04.82 |                  |
| 27   | 3    | Nurul Huda Abdullah   | MAS Malásia            | 2:04.85 |                  |
| 28   | 6    | Jane Kerr             | CAN Canadá             | 2:04.92 |                  |
| 29   | 3    | Kaori Sasaki          | JPN Japão              | 2:04.92 |                  |
| 30   | 3    | Senda Gharbi          | TUN Tunísia            | 2:06.60 |                  |
| 31   | 3    | Karen Dieffenthaler   | TRI Trinidad e Tobago  | 2:07.09 | Recorde nacional |
| 32   | 2    | Bryndís Ólafsdóttir   | ISL Islândia           | 2:07.11 |                  |
| 33   | 3    | Rita Jean Garay       | PUR Porto Rico         | 2:07.44 |                  |
| 34   | 2    | Natasha Aguilar       | CRC Costa Rica         | 2:10.22 |                  |
| 35   | 3    | Patricia Kohlmann     | MEX México             | 2:10.36 |                  |
| 36   | 2    | Fenella Ng            | HKG Hong Kong          | 2:10.43 |                  |
| 37   | 2    | Kim Eun-jung          | KOR Coreia do Sul      | 2:10.85 |                  |
| 38   | 2    | Chang Hui-chien       | TPE Taipé Chinês       | 2:11.50 |                  |
| 39   | 2    | Park Joo-li           | KOR Coreia do Sul      | 2:11.53 |                  |
| 40   | 2    | Qian Hong             | CHN China              | 2:12.44 |                  |
| 41   | 1    | Catherine Fogarty     | ZIM Zimbabwe           | 2:13.44 |                  |
| 42   | 2    | Hung Cee Kay          | HKG Hong Kong          | 2:13.61 |                  |
| 43   | 1    | Angela Birch          | FIJ Fiji               | 2:16.79 |                  |
| 44   | 1    | Cina Munch            | FIJ Fiji               | 2:18.45 |                  |
| 045  | 1    | Nancy Khalaf          | LIB Líbano             | DNS     |                  |

### Finais

#### Final B
| Pos. | Raia | Nadador               | CON                    | Tempo   | Notas |
| ---- | ---- | --------------------- | ---------------------- | ------- | ----- |
| 9    | 7    | Patricia Noall        | CAN Canadá             | 2:00.77 |       |
| 10   | 6    | Ruth Gilfillan        | GBR Grã-Bretanha       | 2:01.66 |       |
| 11   | 5    | Mette Jacobsen        | DEN Dinamarca          | 2:01.84 |       |
| 12   | 3    | Luminița Dobrescu     | ROM Romênia            | 2:01.98 |       |
| 13   | 2    | Stela Pura            | ROM Romênia            | 2:02.30 |       |
| 14   | 4    | Chikako Nakamori      | JPN Japão              | 2:02.31 |       |
| 15   | 8    | Birgit Lohberg-Schulz | FRG Alemanha Ocidental | 2:02.32 |       |
| 16   | 1    | Zhuang Yong           | CHN China              | 2:14.23 |       |

#### Final A
| Pos.              | Raia | Nadador           | CON                    | Tempo   | Notas            |
| ----------------- | ---- | ----------------- | ---------------------- | ------- | ---------------- |
| Medalha de ouro   | 4    | Heike Friedrich   | GDR Alemanha Oriental  | 1:57.65 | Recorde olímpico |
| Medalha de prata  | 5    | Silvia Poll       | CRC Costa Rica         | 1:58.67 | Recorde nacional |
| Medalha de bronze | 6    | Manuela Stellmach | GDR Alemanha Oriental  | 1:59.01 |                  |
| 4                 | 3    | Mary Wayte        | USA Estados Unidos     | 1:59.04 |                  |
| 5                 | 2    | Natalia Trefilova | URS União Soviética    | 1:59.24 |                  |
| 6                 | 1    | Mitzi Kremer      | USA Estados Unidos     | 2:00.23 |                  |
| 7                 | 7    | Stephanie Ortwig  | FRG Alemanha Ocidental | 2:00.73 |                  |
| 8                 | 8    | Cécile Prunier    | FRA França             | 2:02.88 |                  |